# انسانها (فیلم ۱۳۴۳)
انسان‌ها فیلمی به کارگردانی و نویسندگی مهدی میثاقیه محصول سال ۱۳۴۳ است.

## خلاصه داستان
سه دوست صمیمی به نام‌های امیر، احمد و آرسین، که اولی بساط فالگیری، دومی عکاسی و سومی واکسی دارد، زندگی فقیرانه‌ای دارند…

## بازیگران
- محمدعلی فردین
- فروزان
- آرمان
- مجید محسنی
- روح‌الله مفیدی
- اکبر خواجوی
- مصطفی تاجیک
- محسن میلانی
- نیکتاج صبری